# Junta dos Três Estados
A Junta dos Três Estados era um dos órgãos da administração central portuguesa criado pelo rei D. João IV, em alvará de 1643, por imposição das Cortes no ano anterior, para administrar os tributos lançados para custear as despesas militares decorrentes da Guerra da Restauração da Independência, entre Portugal e Espanha, provocada pela conspiração que, em 1 de Dezembro de 1640, pôs fim ao domínio filipino em Portugal.
Juntamente com o Conselho de Guerra e o Conselho Ultramarino completava esse grupo de aconselhamento do monarca. A sua acção tinha um poder vigilante em relação à governação monárquica, controlando-a e velando para que se não verificassem exageros decorrentes de um poder absolutista.
Depois continuou a sua actividade tendo como atribuição de administração das verbas necessárias à manutenção do aparelho militar, desde a gestão das receitas provenientes de diversos impostos, até à sua aplicação no pagamento do soldo aos militares, no aprovisionamento de víveres, de fardamentos, de munições e armamento, na construção e manutenção de fortificações e quartéis militares, entre outras.
Os ocupantes da Junta dos Três Estados eram recrutados entre membros da nobreza e da burguesia, deixando transparecer o esforço de D. João IV para renovar e elevar os seus membros.
Em 14 de Janeiro de 1791, foi entregue à Junta a inspecção sobre a economia, provimento e regime do Arsenal Real do Exército. Sendo depois alargado o seu âmbito, em 21 de Outubro, para a inspecção e administração de todos os arsenais, terças e armazéns do Reino, assim como, de todas as intendências das fundições de artilharia e laboratórios dos instrumentos bélicos (excepto a fábrica de pólvora). 
Em 8 de Abril de 1813, foi extinta, passando para o Conselho da Fazenda a inspecção sobre os direitos reais e para o Conselho de Guerra a inspecção das coudelarias.

## Ligações Exteriores
- «Junta dos Três Estados, AATT»
- «Junta dos Três Estados, Arquivo Nacional Torre do Tombo»
- «Consultas da Junta dos Três Estados, Arquivo Nacional Torre do Tombo»
- «A Junta dos Três Estados, arqnet»
- «Junta dos Três Estados, Portugal - Dicionário Histórico»
- «Junta dos Três Estados, Infopédia (Em linha), Porto Editora, Porto, 2003-2013 (consult. 2013-08-02).»